# Wahid Saqr
Wahid Saqr (ou Waheed Saqr) est un journaliste et militant politique syrien de confession alaouite, né en 1960 dans le village de Zama, à Jableh, en Syrie, et mort le 7 novembre 2015 à Londres. 

## Biographie
Wahid Saqr appartient à la minorité religieuse alaouite, celle à laquelle appartient le clan Assad. 
Il a travaillé dans les Forces de sécurité intérieure à Damas en 1979.
En 2006, il quitte la Syrie pour à Londres et fonde le journal Shafaf al-Sham (شفاف الشام), publié en ligne et en version papier, et devient un opposant public du régime syrien.
En février 2012, il participe à la création d'un mouvement d'opposition au  régime de Bachar el-Assad, le Bloc syrien uni, qui se veut plus large que le CNS. 
Wahid Saqr est également membre de l'Institut international d'études stratégiques de Londres et membre du syndicat des journalistes arabes[réf. souhaitée].

### Décès
Wahid Saqr meurt le 5 novembre 2015 à Londres,  dans des circonstances suspectes. Son décès intervient au terme d'une maladie l'ayant laissé paralysé. Avant son décès, Wahid Saqr avait contacté un avocat, affirmant qu'il était persuadé d'avoir été empoisonné lors de sa visite au ministre russe des Affaires étrangères, Sergueï Lavrov, à Moscou, en 2013, afin de se renseigner sur la possibilité d'une action en justice, car il attribuait sa maladie à l'absorption d'une substance empoisonnée à cette occasion, sans en avoir de preuve.

## Prises de position
Le 28 février 2011, une tribune signée de cheikhs alaouites est publiée sur son site, réfutant l'image que le régime cherche à donner à leur communauté, selon laquelle les alaouites soutiendraient tous le régime Assad, qu'ils qualifient de corrompu.
Début septembre 2011, il dénonce la vente d'armes par la Russie au régime de Bachar el-Assad. Wahid Saqr y voit une responsabilité de la Russie dans les crimes contre les civils commis chaque jour. Depuis mars, dans le cadre du printemps arabe, des manifestations pacifiques ont lieu chaque jour le régime syrien, et la révolution syrienne est en effet réprimée de manière sanglante par les forces du régime.
Son opposition au régime, bien qu'il soit alaouite, a engendré, selon Al-Arabiya, une importante campagne de diffamation et des attaques personnelles continuelles, y compris après son décès. Wahid Saqr a en effet été accusé par les autorités russes de se faire passer pour un opposant tout en étant un espion pour les services de renseignement syriens